# Bapsko Polje
Bapsko Polje (en serbe cyrillique : Вапско Поље) est un village de Serbie situé sur le territoire de la ville de Kraljevo, district de Raška. Au recensement de 2011, il comptait 247 habitants.

## Démographie

### Évolution historique de la population
| 1948 | 1953 | 1961 | 1971 | 1981 | 1991 | 2002 | 2011 |
| ---- | ---- | ---- | ---- | ---- | ---- | ---- | ---- |
| 239  | 227  | 248  | 259  | 282  | 275  | 260  | 247  |

|  |